# Skalpel
En skalpel er den mest brugte type operationskniv.
Typisk for skalpeller er, at de har et meget kort og ekstremt skarp knivsblad.
Skalpeller har den fordel at de er nemme at føre med fingrene, da de holdes lidt som en blyant, og dermed mere præcise at operere med, end for eksempel en almindelig slagterkniv, som var meget udbredt for hundreder af år tilbage.
Skalpeller fås både som brug-og-smid-væk, og som genbrugelige. Engangs-skalpeller er ofte lavet af hærdet plastik, med et blad enten permament fastgjort, eller udskubbeligt som på en hobbykniv.
Genbrugelige skalpeller bruges ofte til operationer, og er typisk lavet af f.eks carbon-stål eller nogle gange keramiske materialer. Blade dækket med mikroskopiske industridiamanter, eller lavet af obsidian er også set.
I nogle tilfælde, f.eks. til operationer i øjet, er det ofte en fordel at operere, enten udelukkende eller delvist, med en kirurgisk laser.